# Сєрий Олександр Іванович
Сєрий Олександр Іванович  (27 жовтня 1927, Рамонь Воронезької області, РРФСР, СРСР) — 1987, Москва, СРСР) — радянський російський кінорежисер, сценарист.

## Біографія
У 1944–1947 навчався в МЕІ (Московський енергетичний інститут), потім — в МАІ, який закінчив 1951 року. Працював інженером на заводі, начальником лабораторії в МАІ, старшим інженером Московського радіоцентру
Закінчив Вищі режисерські курси при «Мосфільмі» (1958). З 1958 року — асистент режисера, згодом режисер кіностудії «Мосфільм».
Як режисер-постановник дебютував 1963 року з картиною «Постріл у тумані» (співавтор — А. Бобровським).
Створив фільми: «Іноземка» (1965, у співавт. з К. Жуком, Одеська кіностудія), кінокомедію «Джентльмени удачі» (1971), «Ти — мені, я — тобі» (1976, співавт. сцен. з Г. Горіним), «Бережіть чоловіків!» (1982).
У зв'язку з важкою хворобою, О. І. Сєрий вкоротив собі віку 19 жовтня (у різних публікаціях вказуються різні дати смерті) 1987 року.